# Lixo Extraordinário
Lixo Extraordinário é um documentário anglo-brasileiro, lançado em 2010.
O documentário relata o trabalho do artista plástico brasileiro Vik Muniz com catadores de material reciclável em um dos maiores aterros controlados do mundo, localizado no Jardim Gramacho, bairro  periférico de Duque de Caxias. O aterro também foi o cenário  de um outro  documentário brasileiro, também premiado: Estamira (2004), de Marcos Prado.

## Sinopse
Lixo Extraordinário mostra a produção de obras de arte com material coletado no aterro do Jardim Gramacho. Ao longo da produção dessas obras,  entre 2007 e 2008,  transformações se produzem na vida e nas visões de mundo dos sete catadores participantes do projeto - entre eles, Tião Santos, presidente da Associação dos Catadores do Aterro Metropolitano do Jardim Gramacho. 
A maior parte dos diálogos acontece em inglês, exceto as cenas com os moradores do Jardim Gramacho.

## Produção
O produtor inglês Angus Aynsley foi o idealizador do projeto, que inicialmente seria um documentário sobre a vida de Vik Muniz. A empresa O2 Filmes, de Fernando Meirelles, foi a co-produtora. A diretora Lucy Walker dirigiu o início do filme, mas desligou-se da produção para participar de outro filme, Countdown to Zero. Foi substituída por João Jardim, que dirigiu por seis meses, porém também deixou o projeto. Karen Harley, que era a montadora, assumiu a direção. Entretanto, Lucy Walker ainda faria a montagem final. O filme estreou no Festival de Sundance em 24 de janeiro de 2010.

## Recepção
No agregador de críticas dos Estados Unidos, o Rotten Tomatoes, na pontuação onde a equipe do site categoriza as opiniões da  grande mídia e da mídia independente apenas como positivas ou negativas, o filme tem um índice de aprovação de 100% calculado com base em 71 comentários dos críticos. Por comparação, com as mesmas opiniões sendo calculadas usando uma média aritmética ponderada, a nota alcançada é 8,1/10 que é seguida do consenso dizendo que, "começa com uma premissa ecológica, mas rapidamente se transforma em um retrato edificante do poder da arte e da dignidade do espírito humano."
Em outro agregador de críticas também dos Estados Unidos, o Metacritic, que calcula as notas das opiniões usando somente uma média aritmética ponderada de determinados veículos de comunicação em maior parte da grande mídia, o filme tem uma pontuação de 78 entre 100, alcançada com base em 20 avaliações da imprensa anexadas no site, com a indicação de "revisões geralmente favoráveis".

## Algumas premiações
- Festival de Sundance - prêmio do público para o melhor documentário internacional, em 30 de janeiro de 2010.
- Festival de Berlim - prêmios da Anistia Internacional e do público, na mostra Panorama do festival, em 20 de fevereiro de 2010.
- Oscar - indicado para o prêmio melhor documentário, em 25 de janeiro de 2011.[10]